# Политически активисти
Активист е термин от политологията, който се отнася към всяка личност, която е много по-активна в политиката, отколкото обикновения гражданин. Понякога се употребява френската дума militant (борец, активист). Терминът описва преди всичко хората, които проявяват активност в политическите партии, но често се употребява и по отношение на групи за натиск, както и на профсъюзи. „Активността“ се определя от количеството време и ангажименти на една личност, които тя отделя за политическа дейност.
В България, както и в повечето страни, реално гражданите участват в политиката единствено по време на изборите, като дават своя глас. Много по-малка част, са членове на политически партии. Само някои от тях стават активисти: повечето членове просто плащат членски внос за правото да членуват в партията. Активистите ръководят местните структури, като прекарват по-голяма част от времето си, за да ги изграждат, само тези, които през цялото време са били членове, лицата на партията и партийните бюрократи са по-активни.
Този пирамидален модел на участие се нарича модел на „политическа стратификация“. Това е помощна концепция, но тя трябва да се квалифицира в различни направления. Например, политическата активност е сезонна. Когато изборите наближават, голяма част от партийната работа изисква агитация, организиране на срещи и писане на писма. Местните партийни организации имат повече нужда от редовна подкрепа от страна на повечето заинтересовани партийни членове, когато има редовни местни избори. Националните избори се нуждаят от повече усилия. Обикновено партиите имат повече проблеми с намиране на активисти в селските райони. Картината е малко по-различна в САЩ, където партийните организации и партийното членство, което класическата Европа познава, съществуват в много ниска степен. Американската активност е свързана повече с личността, отколкото с партията, поради метода на избор на кандидати чрез първични избори. Следователно кандидатите конструират своя собствена персонална организация от помощници за изборите. Някои от тези помощници са платени. Всички се привличат за периода на първичните избори, и ако техният човек е издигнат от партийните гласоподаватели за кандидат, тяхната дейност продължава до изборите.
Това е много необичайно за европейските активисти, които, за разлика от американските, често получават парични възнаграждения от фонда на партията. Техните възнаграждения се осигуряват с подкрепата на партиите за техния избор и извършването на задължителните функции, които им дават власт, също както на избраните кандидати (най-вече, където избирателните колегии са малки), и правото да вземат решения в партийната политика. Следователно, за да бъде активист един човек, той се нуждае от много свободно време или трябва да се приготви да допусне колко много време трябва да отдели сам за партията и нейната кауза. Пенсионерите, жените, чиито деца ходят на училище или които могат да допринесат с домашна помощ, и учителите принадлежат към първата от тези категории хора. Идеологическите пристрастия принадлежат към втория вид. Активистите имат склонност да се обвързват повече от всички останали с основните партийни принципи. Много често те са идеологически пуритани.